# マチョス
『マチョス』（原題: Machos）は、チリのテレビドラマ。チャンネル13で2003年3月10日から10月27日まで放送された。

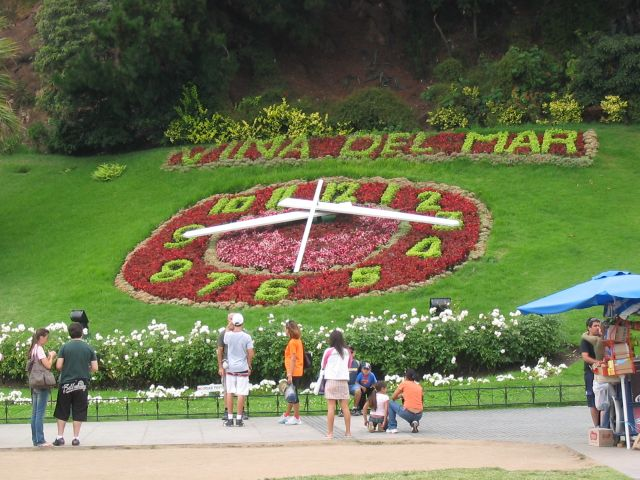
ビニャ・デル・マール

## 登場人物

### 主な登場人物
アンゲル・メルカデー
演：ヘクトール・ノゲラ
アリエルー・メルカデー
演：フェリペ・ブラウン
ソニア・チューヒヨ
演：カロリナ・アレーギ
アレックス・メルカデー
演：ホルヘ・ザバレタ
フェルナンダ・ガリド
演：マリア・エレナ・スェー

### その他の登場人物
アロンソ・メルカデー
演：コリスチャン・カムポスー
モニカ・サラサー
演：マリア・ホセ・プリエト
アダン・メルカデー
演：ゴンザロ・バレンズエラ
アマロ・メルカデー
演：ヂエゴ・ムニョス
アントニオ・メルカデー
演：パブロ・ヂアーズ
ベレン・クルーチャガ
演：インゴリズ・クルズ
ホセフィーナ・ウルチャ
演：ソランジ・ラキントン
マドンナ・リオス
演：ロレナ・カペチーヨ
キアラ・サラサー
演：カロリナ・バレタ